# 栗山公園球場
栗山公園球場（くりやまこうえんきゅうじょう）は、北海道夕張郡栗山町桜丘に所在する町営野球場。町民の憩いの場である栗山公園に付属する施設として、1979年（昭和54年）9月8日にオープンした。

## 施設の特徴
野球では少年野球やシニア野球の大会、社会人野球都市対抗野球大会道予選、女子軟式野球の練習試合として、ソフトボールでは第61回国民体育大会の道ブロック予選会の会場として利用されており、栗山町に縁のある栗山英樹が講師となって少年野球教室や大会を開催した過去もある。指定管理者は町内企業の株式会社スイテック。

## 施設概要
- 面積 - 13,100㎡[2]
- 両翼 - 90m[2]
- 中堅 - 97m[2]
- 観客席 - 300席[12]
- 設備 - バックスクリーン、本部席、ダックアウト[2]
- 用途 - 準硬式野球、軟式野球、ソフトボール[2]
- 使用期間 - 4月29日から11月3日まで（5:00～19:00）[13]

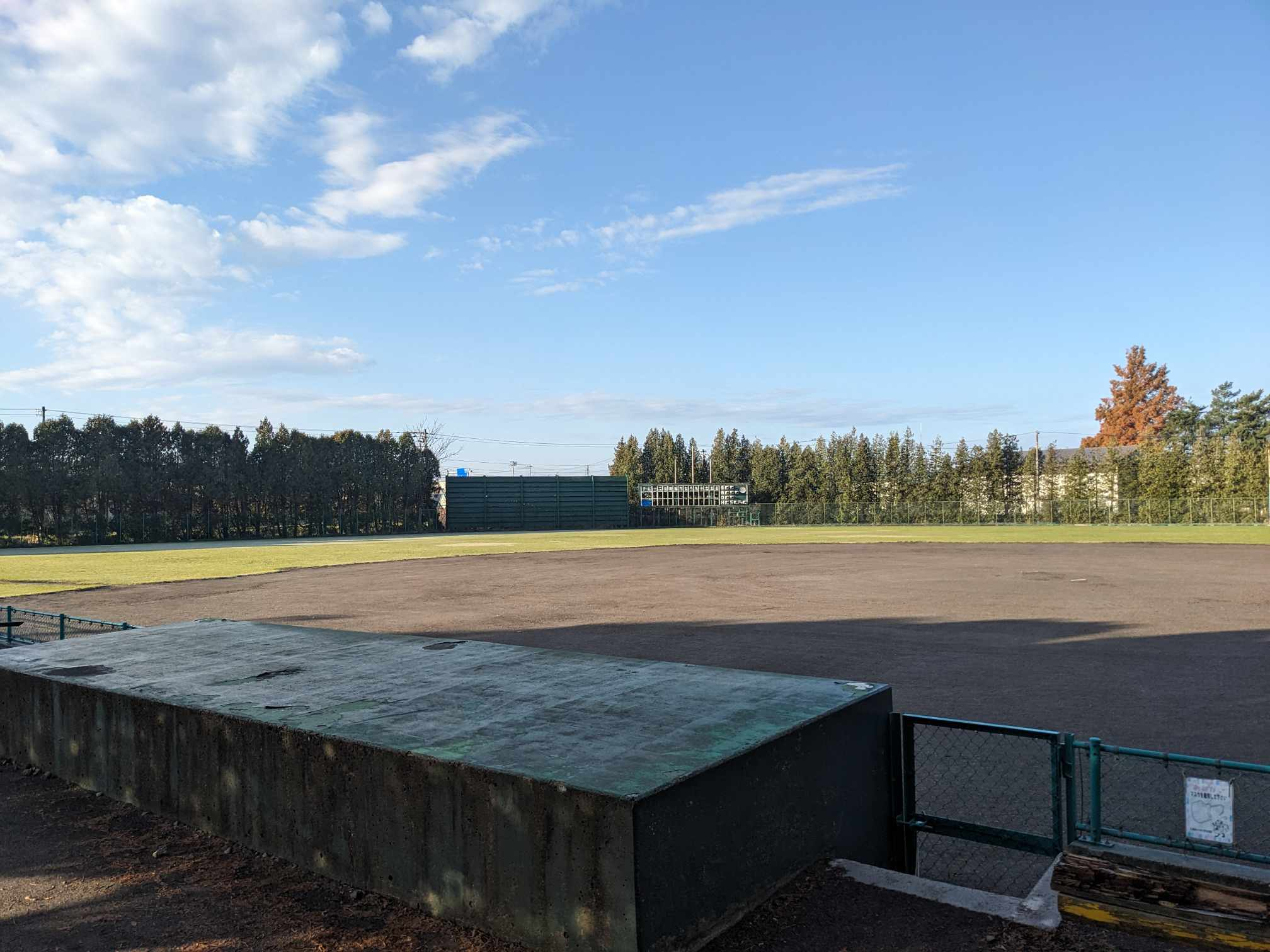
球場外観
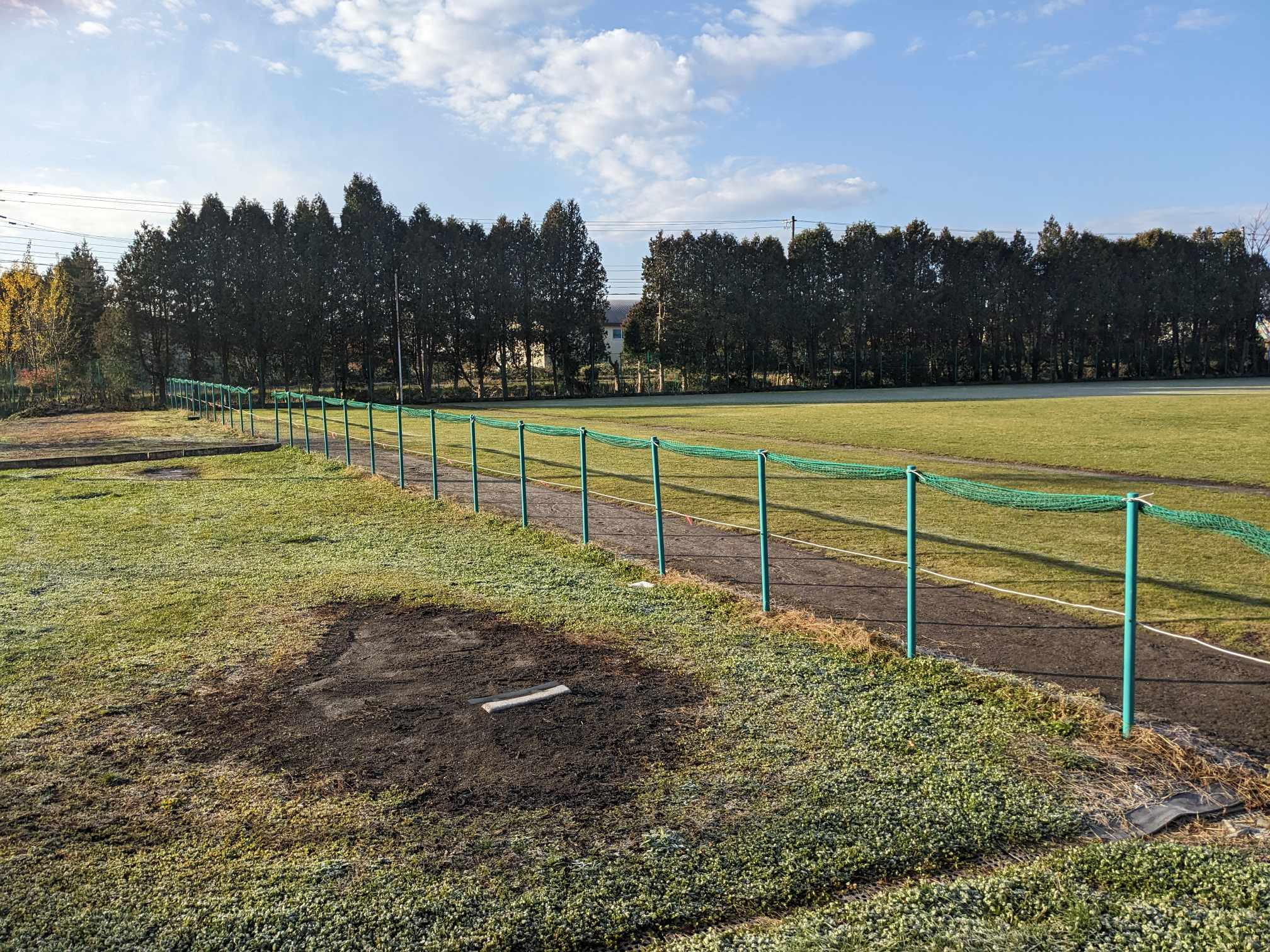
レフト側とブルペン

## 交通
- 住所 - 北海道夕張郡栗山町桜丘2丁目38番地16[13]
- 交通 - 栗山駅から車で5分、徒歩で20分[13]

## 周辺施設
- 栗山公園
- オオムラサキ館
- ファーブルの森